# 颜面骑乘

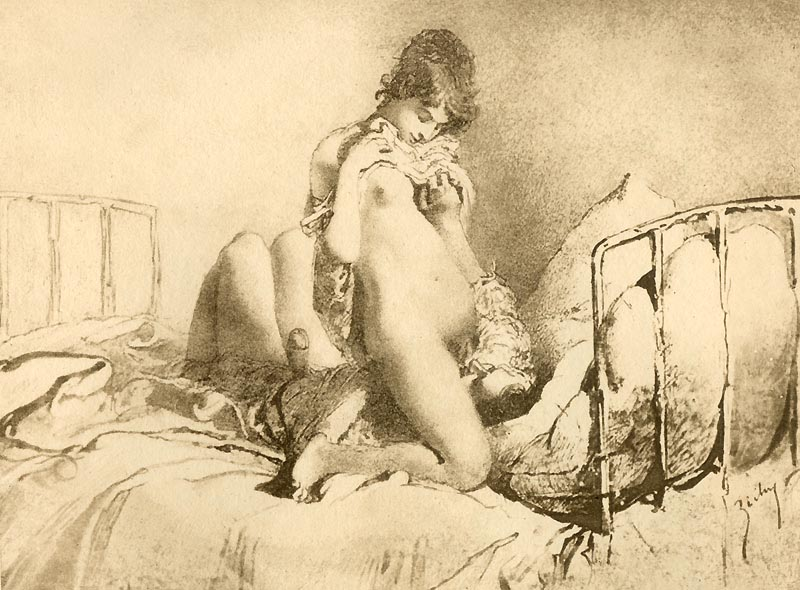
颜面骑乘

颜面骑乘是性虐恋中的一种表现形式，通常是女方或男方的屁股骑乘在对方的面部之前，进行性行为。简称颜骑。

## 概要
颜面骑乘一般是女性骑乘在男性面前，女性心理享受“女王”的尊荣，男性用舌头对女性的性器官（包括肛门）进行舔舐和爱抚，甚至吞食女性的尿和粪便，展示忠诚度，又名人间便器。另一种动作是女方摆开M字腿，男方的头夹在中间，用嘴唇和舌头对女方性器官进行舔舐和爱抚。